# Tenagodus cumingii
Tenagodus cumingii is een slakkensoort uit de familie van de Siliquariidae. De wetenschappelijke naam van de soort is voor het eerst geldig gepubliceerd in 1861 door Mörch.